# 免疫複合体

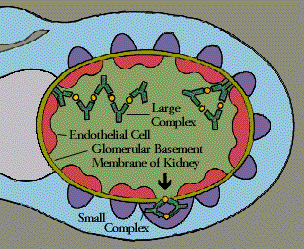
免疫複合体によって引き起こされるIII型過敏症（免疫複合体病）

免疫複合体（めんえきふくごうたい、英: immune complex）、抗原抗体複合体（こうげんこうたいふくごうたい、英: antigen-antibody complex）または抗原結合抗体（こうげんけつごうこうたい、英: antigen-bound antibody）とは、複数の抗原と抗体が結合することで形成される分子を指す。抗原抗体反応の後の免疫複合体は、補体沈着、オプソニン化、食作用、プロテアーゼによるプロセシングなど、いくつかの応答のいずれかへと差し向けられる。細胞表面にCR1受容体を発現している赤血球は、C3bによって被覆された免疫複合体に結合し、主に肝臓や脾臓に存在する食細胞へ輸送した後、再び血液循環へと戻る。
免疫複合体のサイズや形状は抗原と抗体の結合比によって決定され、またそれによって免疫複合体の作用も決定される。免疫細胞の多くにはFc受容体（FcR）が存在しており、この分子は抗体の定常領域に結合する膜結合型受容体である。大部分のFcRは単一の抗体に対しての親和性は低く、細胞内のシグナル伝達経路を開始して外部のメッセージを細胞内へ伝達するためには複数の抗体を含む免疫複合体の結合が必要である。さらに、複数の免疫複合体が集団となって共に結合することはアビディティ（結合力の総和）の増大ももたらす。こうした相互作用様式によって、免疫細胞は複数の入力を一度に得ることができ、また尚早な活性化を防ぐこともできる。
免疫複合体が器官に沈着した場合には、それ自体が疾患の原因となる可能性がある（特定種の血管炎など）。免疫複合体による傷害はGell-Coombs分類におけるIII型アレルギー反応であり、III型過敏症と呼ばれる。免疫複合体の沈着は、関節リウマチ、強皮症、シェーグレン症候群など、いくつかの自己免疫疾患の顕著な特徴である。免疫複合体がリソソームで分解されず、その後に免疫細胞の表面に蓄積する現象は、全身性エリテマトーデスと関連している。

## 機能

### 抗体産生の調節
免疫複合体は、抗体産生の調節に関与している場合がある。B細胞はB細胞受容体（BCR）を表面に発現しており、受容体に抗原が結合することで活性化につながるシグナル伝達カスケードが開始される。B細胞はFcγRIIbも表面に発現しており、この受容体はIgGの定常領域に特異的に結合する低親和性受容体である。この受容体のリガンドとなるのはIgGから構成される免疫複合体であり、受容体への結合によってアポトーシスが誘導される。活性化後のB細胞は形質細胞へと分化し、BCRの発現は終わるもののFcγRIIbの発現は継続される。IgG免疫複合体はネガティブフィードバックによってIgGの産生を調節し、無制御なIgG産生を防止する。

### 樹状細胞やマクロファージの活性化
免疫複合体、特にIgGから構成される複合体は、樹状細胞やマクロファージを含む食細胞の活性化と調節においてさまざまな役割を果たしている。免疫複合体は抗原単独よりも効果的に樹状細胞の成熟を誘導する。多くのFcγRはIgGに対して低い親和性を有し、それによって単一の抗体ではなく免疫複合体のみによってFcγRのシグナル伝達カスケードが誘導されるようになっている。1つの抗体がFcγRに結合した場合と比較して、免疫複合体が結合した場合には抗原の取り込みとプロセシング、取り込まれた抗原を内包する小胞の成熟、樹状細胞やマクロファージの活性化に大きな変化が生じる。マクロファージや樹状細胞には異なるFcγRを発現している複数のクラスが存在し、これらの受容体は単一の抗体と免疫複合体に対して異なる親和性を有する。その結果、樹状細胞やマクロファージの応答は正確に微調整され、その後のIgG濃度も微調整される。こうした多様なFcγRが存在することで、樹状細胞やマクロファージでは細胞機能を活性化または抑制する異なるシグナル伝達経路が開始され、異なる応答が引き起こされる。樹状細胞の膜結合型受容体への免疫複合体の結合、そして免疫複合体と受容体のインターナリゼーションによって抗原提示過程が開始され、樹状細胞によるT細胞の活性化が可能となる。こうした過程を通じて、免疫複合体はT細胞活性化の亢進を引き起こす。

### オプソニン化免疫複合体の除去
古典的（type I）Fc受容体の活性化は、IgGによってオプソニン化された標的の除去反応カスケードの開始をもたらす。活性化型と抑制型のFcRの双方が食作用を媒介するが、活性化型FcRを介したIgGオプソニン化標的の取り込みがより効果的に応答を誘導することができる。IgG免疫複合体は複数の古典的FcRに結合し、細胞表面にクラスターを形成してITAMシグナル伝達経路を開始する。ITAMは受容体分子の細胞質テールに位置するモチーフで、チロシンと、2つのアミノ酸によって隔てられたロイシンまたはイソロイシンからなる。IgG免疫複合体によるクラスタリングの後、ITAMは架橋されたFcRによってリン酸化される。ITAMのリン酸化は細胞の活性化を媒介する炎症性シグナルの伝達をもたらし、最終的にはオプソニン化免疫複合体の除去をもたらす。